# Кулага (блюдо)
Кула́га (саламата, солодуха, киселица, бел. саладуха, кулага, кваша; укр. кваша, кулага) — восточнославянское народное кисло-сладкое блюдо из ржаной муки и солода, мучная каша. Существует в двух вариантах: настоящая кулага с калиной и кулага ягодная по-белорусски. По внешнему виду кулага напоминает густую кашу — её можно резать ножом. Цвет кулаги золотистый, кремово-розоватый. Подают кулагу холодной. Была как будничным, так и обрядовым и праздничным блюдом, в Белоруссии традиционно готовилось на Ивана Купалу.
В словаре Фасмера: кула́га — «ржаное тесто, каша из ржаной муки и солода», диал., укр. кула́га.

## Настоящая кулага
Настоящая кулага приготавливается из ржаного солода, ржаной муки и калины, без всяких добавок сладких пищевых продуктов: сахара, мёда. Солод разводят кипятком, дают настояться один час, затем добавляют вдвое большее количество ржаной муки, замешивают тесто и дают ему остыть до температуры парного молока (28—25 °С). После этого тесто заквашивают ржаной хлебной коркой и когда тесто закиснет, его ставят в протопленную русскую печь на несколько часов — обычно с вечера до утра (то есть на 8—10 часов). При этом посуду плотно закрывают и дополнительно замазывают тестом для полной герметизации.
Кулага создаётся в процессе сдержанного брожения без доступа воздуха со слабым нагреванием. В результате образуются особые ферменты, богатые витаминами группы В2, В6, В12 и B15, создающие совместно с токоферолами, которые возникают в процессе дрожжевого брожения, а также с активными витаминами калины (С и Р) поразительный эффект «вселечащего» продукта. Недаром кулага применялась для «пользования» от любых болезней — простудных, нервных, сердечных, почечных, желчекаменных, печёночных, — неизменно давая отличный эффект. Одновременно кулага обладала исключительным, приятным, сдержанно сладковато-кисловатым вкусом. Но и вкус, и лечащий эффект были результатом совершенно особых условий приготовления, а не состава сырья.
Кулага была любимым мучным блюдом белорусов. Блюдо могло употребляться с отварным картофелем, а дети макали в него хлеб. Обычно её готовили из пророщенного солода. Встречается дифференциация в названии: если в неё добавляли мёд или сахар, то блюдо называли солодухой. Если добавляли ягоды (чернику, землянику, бруснику, малину, клюкву), то блюдо называли кулагой. В последнем случае блюдо могло готовится и без солода.
Украинцы готовили кулагу (квашу) как из ржаной, так и из гречневой муки, или их смеси. Это было традиционным блюдом на второй неделе поста. Ее делали следующим образом: в горшок или чугунок наливали тёплую воду, бросали туда вишневые листья, горсть солода, горсть гречневой и две горсти ржаной муки, разводили смесь кипятком и размешивали, добавляя ещё кипятка, солода. Затем ставили в тёплое место и ждали, пока кваша закиснет. Считалось, что нельзя готовить квашу по пятницам и воскресеньям.

## Кулага без солода
Кулага без солода (кулага ягодная по-белорусски) готовится быстрее и проще, чем настоящая. Для её приготовления смешивают 100 г ржаной муки с лесными ягодами (часто в смеси: земляника, черника, брусника) и небольшим количеством сахара (100 г) или мёда (1—2 столовые ложки). Затем смесь ставится в печь или духовку, после чего остужается. Благодаря ягодам, белорусская кулага довольно вкусна, однако не обладает целебным действием русской кулаги и далека от её вкуса.

## Поговорки
- Кулажка не бражка (не пьяна, ешь вволю).
- Русский гостинец — кулага с саламатой.